# XYplorer
XYplorer [eks-wai-plorer] (antes conhecido como TrackerV3) é um gerenciador de arquivos shareware para Windows 98/NT/ME/2000/XP/Vista/7.  XYplorer é um gerenciador de arquivos híbrido que combina características encontradas em gerenciadores de arquivos por navegação e gerenciadores de arquivos ortodoxos.  Além do painel duplo para pastas (desde a versão 8) ele apresenta uma árvore de arquivos e interface de documento tabulada para pastas que suporta drag-and-drop entre as guias e os painéis.
O XYplorer é constantemente desenvolvido com lançamento regular de versões beta.
O XYplorer é um gerenciador de arquivos portátil (stand-alone). Ele não necessita de qualquer instalação, armazenando todos os dados na pasta do programa ou qualquer outra definida pelo usuário e sua execução não altera o registro ou o sistema exceto que o usuário assim o determine definindo o programa como gerenciador padrão do sistema ou adicionando-o ao menu de contexto do Windows.
Historicamente o programa foi primeiramente um motor de busca posteriormente convertido em um gerenciador de arquivos mais completo.
O XYplorer tem sido ativamente desenvolvido por Donald Lessau desde 1998, originalmente tendo tanto uma licença freeware para uso não-comercial quanto uma licença profissional. Mais tarde foi oferecido sob uma licença vitalícia profissional individual válida para todos os dispositivos do usuário com um modo de avaliação de 30 dias, permitindo atualizações por período indefinido bem como uma licença padrão profissional que permitia atualizações até o fim do ciclo da versão. Uma versão "Home" limitada em algumas características era também disponível por um preço inferior.
Uma função importante é o painel de informações ocultável na parte inferior que pode ser usada para a visualização de conteúdo e propriedade de arquivos, geração de relatórios, pré-visualização de arquivos (PNG, TIF, GIF, JPG, TGA, PSD, ICO; WAV, MP3, MPEG, AVI; TTF, PFB; HTML, EML, MSG, DOC, XLS, PDF, dentre muitos outros) e localização de arquivos. A função de busca suporta lógica booleana, expressões regulares, palavras inteiras e busca por aproximação, localização de string binária e em múltiplos locais. Algumas características únicas são o Catálogo (um painel criado pelo usuário com links para arquivos, pastas, URLs e semelhantes), suporte a Scripts (permitindo ao usuário criar conjuntos de comandos de forma semelhante a macros), Mini Tree (um subconjunto personalizado da árvore) e UDC (User Defined Commands - Comandos Definidos pelo Usuário, para criar um conjunto limitado de comandos personalizados).
Algumas funções únicas são o Catálogo (um painel de links para arquivos, pastas, URLs, atalhos e outros itens), Scripting (que permite ao usuário armazenar conjuntos de comandos de modo similar a macros), MiniTree (um subconjunto da árvore de pastas) e o UDC (Comandos Definidos pelo Usuário/User Defined Commands, para criar um conjunto de comandos personalizados acessíveis por teclas de atalho). Outras funções incluem capacidade de renomeação em lote, copiadores personalizados de arquivos (suportando nativamente verificações de arquivos, pausar e continuar e curso de ação quando em colisão de arquivos), codificação de cores altamente personalizável para arquivos (como o Filtro de Cores, colorindo arquivos usando critérios como tipo, datas, idade e tamanho), bem como filtros visuais permitindo que somente certos arquivos e pastas sejam exibidos segundo critérios de filtragem. Existe ainda a função de visão imediata de arquivos permitindo que pastas superiores sejam vistas na mesma janela.
A "Licença Vitalícia do XYplorer" esteve indisponível por cerca de 6 meses a partir de 28 de Janeiro de 2013, tornando-se ativa novamente por demanda popular em 23 de Julho 2013. Além disso, usuários da "Licença Standard Pro" tornaram-se elegíveis a upgrade para licenças vitalícias com desconto no preço.
Uma versão freeware com recursos limitados do XYplorer, XYplorerFree (então na v13.60), tornou-se disponível a partir de 2 de Janeiro de 2014.
Uma versão freeware (5.50) agora descontinuada, disponível entre novembro de 2007 e maio de 2008, é hoje obsoleta para sistemas operacionais mais recentes.
A partir da versão 12.00 (lançada dia 28 de janeiro de 2013) o programa se tornou multi-idioma, sendo possível o download de outros idiomas através de página do site ou pela interface do programa. Em setembro de 2015 o idioma Klingon tornou-se o vigésimo primeiro idioma suportado pelo programa.